# 캅카스뒤쥐
캅카스뒤쥐(Sorex satunini) 또는 코카시안뒤쥐는 땃쥐과에 속하는 포유류의 일종이다. 러시아과 터키에서 발견된다.